# ميهايل إيفانوف
ميهايل إيفانوف (بالبلغارية: Михаил Иванов)‏ (7 أغسطس 1989 بصوفيا في بلغاريا - ) هو لاعب كرة قدم بلغاري في مركز حراسة المرمى. شارك مع منتخب بلغاريا لكرة القدم. أما مع النوادي، فقد لعب مع بوتيف فراتسا وليفسكي صوفيا ونادي بوتيف بلوفديف ونادي بياتشينزا ونادي سيينا ونادي فوجيا وRenato Curi Angolana ‏.

## وصلات خارجية
- ميهايل إيفانوف على موقع قاعدة بيانات كرة القدم.إي يو (الإنجليزية)
- ميهايل إيفانوف على موقع ناشيونال فوتبول تيمز (الإنجليزية)
- ميهايل إيفانوف على موقع Soccerway.com (الإنجليزية)
- ميهايل إيفانوف على موقع عالم كرة القدم.نت (الإنجليزية)